# Peter Reif
Johann Peter Reif (13 agosto 1953) è un pilota di rally austriaco, specializzato nei rally raid, vincitore un Rally Dakar (1997), categoria camion.

## Biografia
Vanta numerose partecipazioni alla Dakar, una vittoria nel 1997, e sette piazzamenti nella top ten.

## Palmarès

### Rally Dakar
| Anno | Navigatore-meccanico                    | Mezzo               | Pos. | Pos. (auto) |
| ---- | --------------------------------------- | ------------------- | ---- | ----------- |
| 1991 | Johann Deinhofer                        | Hino Ranger         | 7º   | 57º         |
| 1992 | Johann Deinhofer                        | Hino Ranger         | 4º   | 24º         |
| 1997 | Johann Deinhofer                        | Hino Ranger         | 1º   | 23º         |
| 1999 | Johann Deinhofer - Holger Hermann Roth  | MAN                 | 8º   |             |
| 2000 | Johann Deinhofer - Holger Hermann Roth  | MAN                 | 10º  |             |
| 2001 | Gunter Pichlbauer - Holger Hermann Roth | MAN                 | 3º   |             |
| 2002 | Gunter Pichlbauer - Holger Hermann Roth | MAN                 | 4º   |             |
| 2003 | Gunter Pichlbauer - Holger Hermann Roth | MAN                 | Rit. |             |
| 2004 | Gunter Pichlbauer - Chris Leidl         | MAN                 | 10º  |             |
| 2005 | Gunter Pichlbauer - Stefan Huber        | MAN                 | 9º   |             |
| 2006 | Gunter Pichlbauer - Stefan Huber        | MAN LE 18280 4X4 BB | 10º  |             |
| 2009 | Gunter Pichlbauer - Andreas Holzl       | MAN TGS 18.480      | 28º  |             |